# Рудиковський Андрій Петрович
Рудиковський Андрій Петрович (1796, Вільшанка — 1874, Київ) — автор спогадів. Брат письменника Остапа Рудиковського.

## Біографія
Народився у селі Вільшанці на Київщині (знято з обліку рішенням Київської обласної ради від 12 травня 1999 р.) у родині священика. Навчався у Київській духовній академії, пізніше разом із братом у КМА, перебував на військовій службі. Відзначився як військовий, брав участь у походах російської армії до Молдавії та Валахії (1833), служив і Ізмаїлі.
Залишив цікавий опис давньої бурси, побуту сільського духовенства (початку 19 століття) та війська на українських землях, що був опублікований його онуком, В. Щербиною у журналі «Киевская Старина» (1892) під назвою «Воспоминания от юности бурсацкой жизни до вступления в воєнную службу и до офицерского чина» (також окремо у брошурі «Из семейной хроники», 1892, — разом з творами брата Остапа Рудиковського). Помер у Києві.